# チャンス! (曲)
「チャンス!」は、「月島きらり starring 久住小春 (モーニング娘。)」の4枚目のシングル。2007年11月7日および2007年11月28日にアップフロントワークス（zetimaレーベル）から発売された。

## 概要
- 2007年10月5日放送分からの「きらりん☆レボリューション」の5代目オープニングテーマ（第78話 - 第102話）である。作曲は織田哲郎。
- 初回限定盤にはハッピー★アイドルライフ第5弾（2007年12月開始）用のスーパーコラボミルフィーカードが、通常盤の初回仕様にはスペシャルステッカーが封入されている。
- 制作上の都合で、限定盤と通常盤の発売日が分かれている。

## 収録曲
1. チャンス! [3:36]
（作詞：2℃　作曲：織田哲郎　編曲：家原正樹）
2. ラムタラ [3:36]
（作詞：2℃　作曲・編曲：斎藤悠弥）
3. チャンス! [3:32]（Instrumental）